# Герман фон Штранц
Герман фон Штранц (нім. Hermann von Strantz; нар. 13 лютого 1853, Накель-ан-дер-Нец — пом. 3 листопада 1936, Дессау) — німецький воєначальник прусської армії, генерал від інфантерії (1911) німецької імперської армії. Учасник французько-прусської та Першої світової воєн.

## Біографія
Герман Христіан Вільгельм фон Штранц (нім. Hermann Christian Wilhelm von Strantz) народився 13 лютого 1853 року у місті Накель-ан-дер-Нец у Померанії у родині прусського майора Ганса Фрідріха Богіслава фон Штранца (1820-1895) і Олександри Фрідеріки, уродженої фон Мюнніх (1829-1892).
У 1870 році фон Штранц поступив на військову службу фенрихом до кадетської школи в Берліні. Брав участь у французько-німецькій війні у складі 8-го гренадерського полку. 2 січня 1871 року підвищений у другі лейтенанти; за бойові заслуги удостоєний Залізного хреста II ступеня. З 1 жовтня 1877 року по 26 липня 1880 року навчався у Прусській військовій академії в Берліні, 18 жовтня 1879 року отримав звання оберлейтенанта.
З 26 липня 1880 року по 30 квітня 1882 року Штранц продовжував службу у гренадерському полку, а потім був переведений до Генерального штабу в Берліні. 21 квітня 1883 року отримав призначення до штабу 27-ї піхотної бригади 14-ї піхотної дивізії, згодом командир роти 1-го гвардійського піхотного полку. 15 квітня 1886 року підвищений у гауптмани, а 22 березня 1891 — у майори і переведений назад до Генерального штабу в Берліні. З 16 травня 1891 року продовжив службу у 2-й гвардійській дивізії.
25 березня 1893 року фон Штранц прийняв командування батальйоном 8-го гренадерського полку. 22 березня 1897 року присвоєне звання оберстлейтенанта і призначено на штабну посаду до штабу 1-го гвардійського піхотного полку. 27 січня 1900 року він отримав звання оберста і прийняв командування 2-м гвардійським піхотним полком, а 27 січня 1903 року — 2-ю гвардійською піхотною бригадою.
18 квітня 1903 року Герман фон Штранц став генерал-майором. 16 жовтня 1906 року він очолив 25-ту піхотну дивізію, з присвоєнням звання генерал-лейтенанта. 3 квітня 1911 року Штранц став на чолі 5-го армійського корпусу. 7 квітня йому присвоєне чергове звання генерала інфантерії.
На момент початку Першої світової війни у 1914 році Герман фон Штранц командував V корпусом зі штабом у Позені. У мирний час корпус був приписаний до VIII армійської інспекції, але після мобілізації V корпус був переданий до складу 5-ї армії генерал-майора Вільгельма, німецького крон-принца, яка була частиною центрального угруповання кайзерівських військ, що в серпні 1914 року наступали за планом Шліффена на Західному фронті.
18 вересня 1914 року з лівого (південного) крила 5-ї армії була сформована армійська група «Штранц», названа на честь її командувача генерала фон Штранца, але пізніше її перейменували на армійську групу «C». Спочатку в його підпорядкуванні перебували V армійський і III Баварський корпуси, загальною чисельністю півдюжини дивізій. Герман фон Штранц одночасно залишався командиром V корпусу, але був замінений на цій посаді командиром дивізії.
До 2 лютого 1917 року Герман фон Штранц перебував у посаді командувача армійської групи, після чого був відправлений у відставку з дійсної військової служби.